# Емі Гетзел
Емі Гетзел  (англ. Amy Hetzel, 27 квітня 1983) — австралійська ватерполістка, олімпійська медалістка.

## Виступи на Олімпіадах
| Олімпіада  | Дисципліна | Місце |
| ---------- | ---------- | ----- |
| Пекін 2008 | водне поло | 3     |